# Hanawa Hokiichi

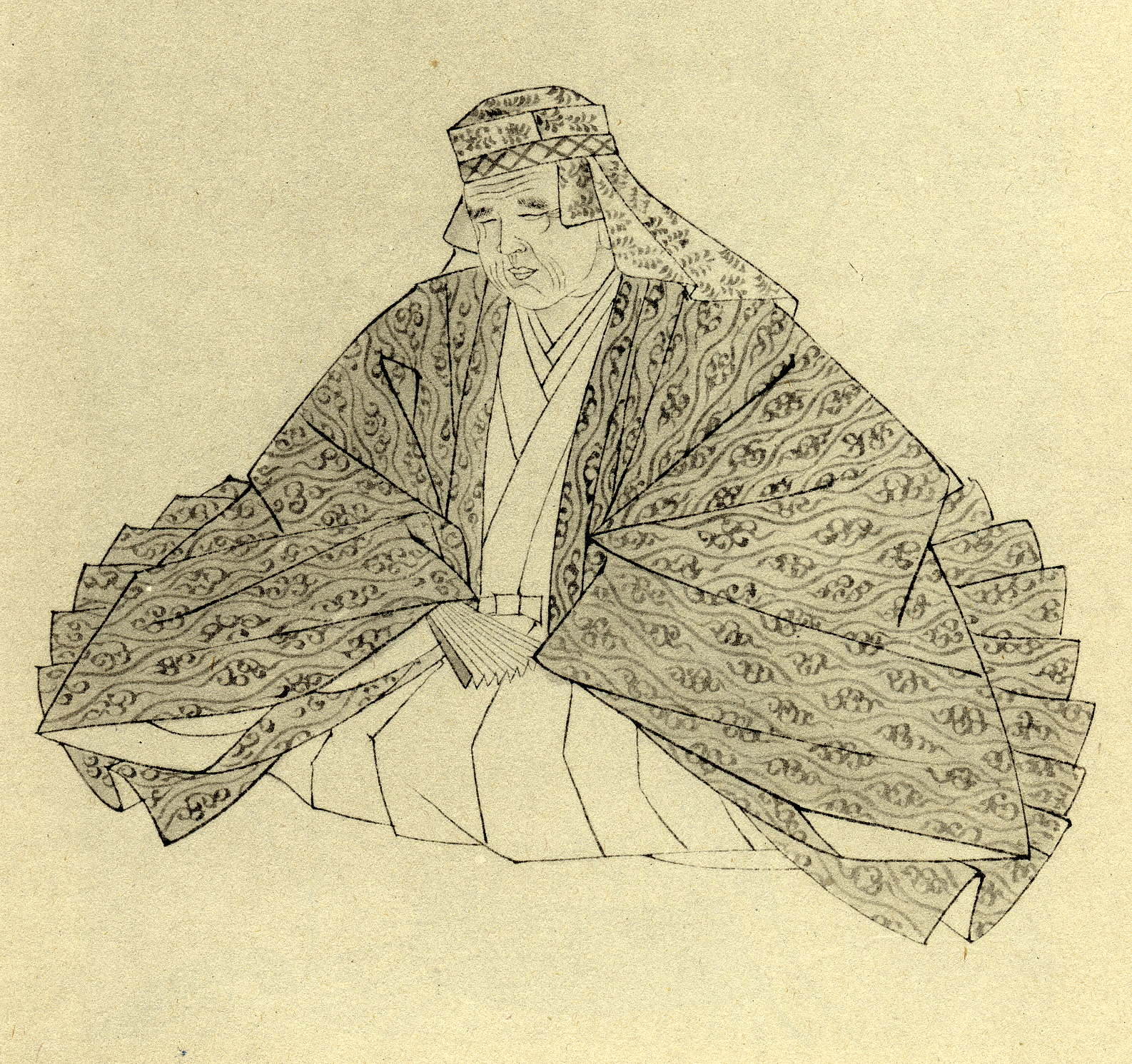
Hanawa Hokiichi

Hanawa Hokiichi (japanisch 塙 保己一; geboren 23. Juni 1746 in Hokino (Provinz Musashi); gestorben 7. Oktober 1821 in Edo, Provinz Musashi) war ein blinder japanischer Gelehrter mit dem Schwerpunkt „Nationallehre“ (Kokugaku).

## Leben und Wirken

### Frühe Jahre
Hanawa Hokiichi führte die Kindheitsnamen Toranosuke (寅之助) und Tatsunosuke (辰之助). Nach seinem Umzug nach Edo wurde er Chiya (千弥) und Hokinoichi (保木野一) genannt. Später änderte er seinen Namen in „Hokiichi“. Er führte das „Gō“ „Suiboshi“ (水母子), das Familien-Gō war „Onkodō“ (温古堂). Er wurde als ältester Sohn von Ogino Yuhei (荻野 宇兵衛) und seiner Frau Kiyo (きよ), einer Bauernfamilie geboren. Im Alter von sieben Jahren verlor er sein Augenlicht.
Als Hanawa 15 Jahre alt war, zog er nach Edo und wurde Schüler von Ametomi Sugaichi (雨富 賀一; gestorben 1784). Hokoichi lernte Musik, Akupunktur und Massage, war jedoch ungeschickt und ineffektiv und strebte stattdessen stark danach, zu studieren. Durch die Vermittlung von Matsudaira Noritada (松平乗尹; 1747–1818), seinem Nachbarn in der Nähe der Ametomi-Schule, wurde er Schüler des Dichters Hagiwara Sōko (萩原 宗固; 1703–1784). Er studierte außerdem unter Suika Shintō (垂加 神道) und Kawashima Kirin (川島 貴林) sowie historische Geschichtsforschung bei Yamaoka Noriaki (山岡浚明). Im Alter von 18 Jahren erhielt er die Stellung als Blinder, Shūbun (衆分), und im Alter von 21 Jahren reiste er mit seinem Vater in den Westen und wählte den im Kitano-Tenmangu-Schrein verehrtem Tenjin zu seiner Schutzgottheit.
Im Alter von 24 Jahren bildete sich Hanawa unter Kamo no Mabuchi weiter, doch Mabuchi verstarb sechs Monate später. Im Jahr 1775, im Alter von 30 Jahren, wurde er befördert und erhielt die Stellung als Blinder Kōtō (勾当). Er übernahm den echten Vornamen von Suga Hajime (須賀 一) und änderte seinen Nachnamen in Hanawa. 1788, im Alter von 34 Jahren, startete er ein großes Projekt zur Sammlung und Veröffentlichung der im ganzen Land verstreuten japanischen Bücher, betete zum Kitano-Tenmangu um Unterstützung für die Verwirklichung dieses Projekts. Er betete die Herz-Sutra und bat darum, eine Million Bände des Buches zu sammeln. Im Alter von 38 Jahren wurde er Lehrer an der Kengyō-Schule. Im selben Jahr in die Schule von Hino Mokie (日野資枝), dem kaiserlichen Prinzen Kaninnomiya Norihito (閑院宮典仁 親王, 1722–1794), dem späteren Kaiser Keikō, und Toyama Mitsuzane (外山 光実) ein und studierte die Dōjo-Lehre zur Dichtkunst (堂上歌学).

### Spätere Jahre
Im Alter von 40 Jahren hatte Hanawa auf Empfehlung von Tachihara Suiken (立原 翠軒; 1744–1823) eine Audienz bei Tokugawa Harumori (徳川 治保; 1751–1805), dem Herrn der Mito-Domäne, und beteiligte sich dann am Korrekturlesen des dort herausgegebenen Geschichtswerkes „Dai Nihon-shi“. Im Jahr 1793 wurde seinem Antrag auf die Schaffung der Studieneinrichtung „Wagaku Kōdansho“ (和学講談所) und einer Bibliothek stattgegeben. Schließlich erhielt er auch finanzielle Unterstützung vom Shogunat als Beirat der Hayashi-Lehranstalt (林大学), was zu seiner umfangreichen Sammlung historischer Materialien führte.
Zu Hokiichis Projekten gehörten die Zusammenstellung und Veröffentlichung der Reihe japanischer Bücher, „Gunsho Ruijō“ (群書類従), die 670 Bände umfasste, herausgegeben ab dem Jahr 1819, die Zusammenstellung der Fortsetzung „Zoku Gunsho Ruijō“ (続群書類従), die die Geschichte des Ritsuryō-Code und die Beschreibung der höheren Familien in Kyōto (堂上方の家. Dō-Kamigata no ke) umfasst. Dazu kam die Erstellung von Duplikaten von Aufzeichnungen, die Zusammenstellung von „Geschichtsmaterialien“ (史料, Shiryo), um den Mangel an nationaler Geschichte auf der Basis der „Sechs Nationalgeschichten“ durch Einbeziehung historischer Materialien auszugleichen, und das die Zusammenstellung von „Buke Memokusho“ (武家名目抄), einer vom Shogunat in Auftrag gegebenen Enzyklopädie über die Samurai, sind allesamt zeitlose Errungenschaften.
Hanawas Vermächtnis wurde mit der Fertigstellung von „Zoku Gunsho Ruijō“ (続群書類従) durch die Studiengruppe „Zoku Gunsho Ruijō Kansei-kai“ (続群書類従完成会), der Veröffentlichung des nationalen Geschichts- und Ritsuryō-Kodes durch „Kokushi Taikei“ (国史大系) und der Veröffentlichung von „Dainippon Shiryo“ (大日本史料) weitergeführt vom Historiographischen Institut (史料編纂所, Shiryō hensanjo) der Universität Tokio.